# 재정신청 사유 기재 사건
재정신청 사유 기재 사건(2009.12.29. 2008헌마414 [기각])은 유명 대한민국 헌법재판소 판례이다.

## 사실관계
청구인은 강아무개를 횡령 혐의로 고소하였으나, 위 고소사건을 수사한 검사는 강아무개에 대하여 협의없음의 불기소처분을 하였고, 청구인이 검찰청법에 따라 항고하였으나, 서울고등검찰청은 항고를 기각하였다. 청구인은 서울고등법원에 재정신청을 하였는데, 서울고등법원은 청구인의 재정신청서에 그 사유를 기재하지 않았다는 이유로 청구인의 재정신청을 기각하였다.
이에 청구인은 재정신청서에 재정신청의 대상이 되는 사건의 범죄사실 및 증거 등 재정신청을 이유 있게 하는 사유를 기재하도록 규정하고 있는 형사소송법 제260조 제4항이 청구인의 재판청구권 및 평등권 등을 침해하였다고 주장하면서 이 사건 헌법소원심판을 청구하였다.

## 이유
불기소처분의 당부를 심사하는 법원의 '재판절차'이고 형사피해자는 재정신청이라는 재판청구를 할 수 있는 것이므로, 이에 대한 제한은 재판청권의 행사에 대한 제한이 된다.

### 위헌심사기준
우리 헌법은 공소제기의 주체, 방법, 절차나 사후통제에 관하여 직접적인 규정을 두고 있지 아니하며, 검사의 자의적인 불기소처분에 대한 통제방법에 관하여도 헌법에 아무런 규정을 두고 있지 않기 때문에 어떠한 방법으로 어느 범위에서 그 남용을 통제할 것인가 하는 문제 역시 기본적으로 입법자의 재량에 속하는 입법정책의 문제이다.

### 재판청구권 침해여부
법원으로 하여금 재정신청의 범위를 신속하게 확정하고, 재정신청에 대한 결정을 신속하게 내릴 수 있도록 하며, 재정신청의 남발을 방지하려는 취지와 재정신청으로 인하여 이미 검사의 불기소처분을 받은 피고소인 또는 피고발인의 지위가 계속 불안정하게 되는 불이익을 고려한 결과이다. 이유를 기재하는 것이 재판청구권을 형해화할 정도에 이른다고 볼 수도 없다.

### 평등권 침해여부
헌법에서 특별히 평등을 요구하는 부분에 대한 것이 아니므로 완화된 심사기준에 따라 평등권의 침해 여부를 가려야 할 것이다. 재정신청을 하려면 반드시 검찰 항고를 거치도록 하고 있는데 고소인이나 고발인이 재정신청을 하게 되는 때에는 이미 불기소처분의 통지를 받은 날부터 30일의 제기기간이 주어지는 검찰항고절차를 통하여 당해 사건의 범죄사실이나 증거 등에 관련된 검토를 어느 정도 마친 이후 이므로 부당한 차별이 아니다.

## 참고 문헌
- p 815~818, 정회철, 헌법중요판례200, 여산, 2013.

## 같이 보기
- 적법절차
- 재판청구권